# Pino Concialdi
Pino Concialdi (født 1946 i Caccamo, Italien, død 17. november 2015 i Termini Imerese, Italien) var en italiensk ekspressionistisk maler.
Pino Concialdi var autodidakt, og brugte bevidst den ekspressionistiske stil til at udtrykke sig. Hans arbejde var selvbiografisk og  hans værker altid relateret til egne erfaringer. Han malede ofte  dramatiske miljøer og mørk baggrund. Han arbejdede også med internationale kunstnere som Silvio Benedetto og Croce Taravella sammen.
Concialdi døde uventet i 2015.
 Der er for få eller ingen kildehenvisninger i denne artikel, hvilket er et problem. Du kan hjælpe ved at angive troværdige kilder til de påstande, som fremføres i artiklen.